# Freaky (film)
Freaky is een Amerikaanse slasher-komedie uit 2020, onder regie van Christopher Landon en geschreven door Michael Kennedy en Landon, met in de hoofdrollen Vince Vaughn, Kathryn Newton, Katie Finneran, Celeste O'Connor en Alan Ruck. De film draait om een tienermeisje dat onbedoeld van lichaam wisselt met een mannelijke seriemoordenaar van middelbare leeftijd.

## Verhaal
Wanneer een seriemoordenaar een tienermeisje neersteekt met een betoverde dolk, zorgt dit ervoor dat ze van lichaam wisselen. Nu heeft zij (in zijn lichaam) minder dan een dag om de vloek op te heffen terwijl hij (in haar lichaam) zijn bloedvergieten voortzet.

## Rolverdeling
- Vince Vaughn als De Blissfield Butcher / Millie Kessler
- Kathryn Newton als Millie Kessler / Blissfield Butcher
- Katie Finneran als Coral Kessler
- Celeste O'Connor als Nyla Chones
- Misha Osherovich als Josh Detmer
- Alan Ruck als Mr. Bernardi
- Uriah Shelton als Booker Strode
- Melissa Collazo als Ryler
- Dana Drori als Char Kessler

## Productie
Begin augustus 2019 werd aangekondigd dat Christopher Landon een nieuwe horrorfilm zou schrijven en regisseren, met Jason Blum als producer onder zijn Blumhouse Productions- vlag. Specifieke plotdetails werden niet genoemd, maar het verhaal werd beschreven als het volgen van een gewelddadige figuur die verwoesting aanricht in een klein stadje.

## Release
Freaky ging in première op Beyond Fest op 8 oktober 2020 en werd in de bioscoop uitgebracht op 13 november 2020 in de Verenigde Staten en internationaal op 2 juli 2021 door Universal Pictures . De film ontving positieve recensies van critici, die de uitvoeringen van Vaughn en Newton prezen, evenals de mix van horror en komedie.